# 클라이멋 플레지 아레나
클라이멋 플레지 아레나(영어: Climate Pledge Arena)는 미국 워싱턴주 시애틀에 위치한 실내 경기장으로 시애틀 센터 부지내에 있다. 현재 WNBA 시애틀 스톰과 NHL 시애틀 크라켄의 홈 경기장으로도 사용되고 있으며 과거 NBA 시애틀 슈퍼소닉스의 홈경기장으로 사용했다. 2017년 시애틀 랜드마크로 지정되어 워싱턴 문화유산에 등재되었으며, 2018년 미국 국립 사적지로 등재되었다.

## NBA프리시즌 경기
| 날짜             | 팀1                       | 스코어   | 팀2                       |
| ---------------- | ------------------------- | -------- | ------------------------- |
| 2018년 10월 5일  | 골든스테이트 워리어스     | 122 - 94 | 새크라멘토 킹스           |
| 2022년 10월 3일  | 포틀랜드 트레일블레이저스 | 97 - 102 | 로스앤젤레스 클리퍼스     |
| 2023년 10월 10일 | 유타 재즈                 | 98 - 103 | 로스앤젤레스 클리퍼스     |
| 2024년 10월 11일 | 로스앤젤레스 클리퍼스     | 101 - 99 | 포틀랜드 트레일블레이저스 |

| NBA 올스타전 개최 경기장 |                             |                                     |
| 1973년                   | 1974년 시애틀 센터 콜리시엄 | 1975년                              |
| 시카고 스타디움          | 1974년 시애틀 센터 콜리시엄 | 애리조나 베터런스 메모리얼 콜리시엄 |
|                          |                             |                                     |
|                          |                             |                                     |

| WNBA 올스타전 개최 경기장          |                  |           |
| 2016년                             | 2017년 키 아레나 | 2018년    |
| 2016년 하계 올림픽으로 인해 미개최 | 2017년 키 아레나 | 타깃 센터 |
|                                    |                  |           |
|                                    |                  |           |